# Mănăstirea Intrarea în Biserică a Maicii Domnului din Cernăuți
Mănăstirea „Intrarea în Biserică a Maicii Domnului” din Cernăuți este un așezământ monahal de maici din Cernăuți, în nordul Bucovinei, azi în Ucraina.

## Istorie
Mănăstirea a fost fondată în 1904 de mitropolitul Vladimir de Repta al Bucovinei și Dalmației, în vecinătatea unui spital, pentru a sprijini serviciul medical în caz de urgență (epidemii, inundații etc.), precum și pentru îngrijirea bolnavilor. 
În perioada interbelică, mănăstirea a făcut parte din Biserica Ortodoxă Română. După Ocupația sovietică a Basarabiei și Bucovinei de Nord, autoritățile sovietice i-au persecutat pe credincioși, iar, în 1962, mănăstirea a fost închisă. 
Mănăstirea a fost redeschisă în 1994 și este administrată de Biserica Ortodoxă Ucraineană (Patriarhia Moscovei). S-a construit un nou templu subteran închinat Sfântului Ioan Colibașul, unde se află moaștele mai multor sfinți, inclusiv ale lui Kukșa al Odesei.

## Galerie